# Oyster card
Oyster card er navnet på det elektroniske billetsystem, der benyttes som betalingsmiddel i den kollektive trafik i Greater London i Storbritannien. Alle Transport for Londons ruter samt flere jernbaneselskaber der kører lokaltrafik i Greater London godtager kortet. Kortet blev indført i 2003, og i juni 2010 var over 34 millioner kort blevet udstedt, og mere end 80 procent af alle rejser foretaget på Transport for Londons ruter bliver betalt med Oyster card.